# メイルストロム

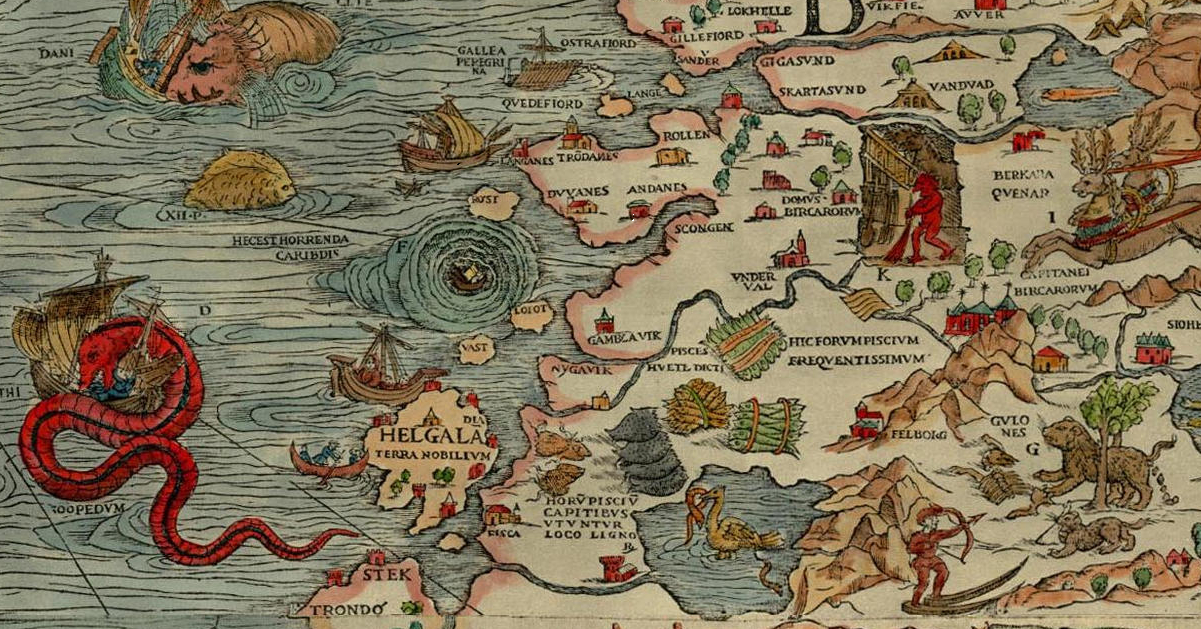
16世紀に作成された北欧の海図 『カルタ・マリナ』（部分）
モスケンの渦潮は 1艘の帆船を巻き込んだ形で描かれている（画像中央左寄りの円形）。

メイルストロム（ノルウェー語: malstrøm ［発音の仮名転写例：メルストロム］、英語: maelstrom ［発音の仮名転写例：メイルストラム］）は、ノルウェーのロフォーテン諸島はモスケン島周辺海域に存在する極めて強い潮流、および、それが生み出す大渦潮を指す語。
ノルウェー語で「mosk （意：sea splay、波飛沫） + -n （定冠詞）」の意からなる最寄りの島名 "Mosken" （モスケン）と同じく（あるいは、これを語源として）、現地語（および、英語等）では Moskenstraumen （ノルウェー語発音の仮名転写例：モスケンスラウメン）など（その他は#呼称を参照のこと）とも呼ばれ、これを日本語ではモスケンの渦潮（モスケンのうずしお）と訳す（モスケンの大渦巻［モスケンのおおうずまき］などとも呼ぶ）。
現代では語義が拡大し、特に場所を特定せずに海の大規模な渦潮全般を指すこともある。

## 呼称

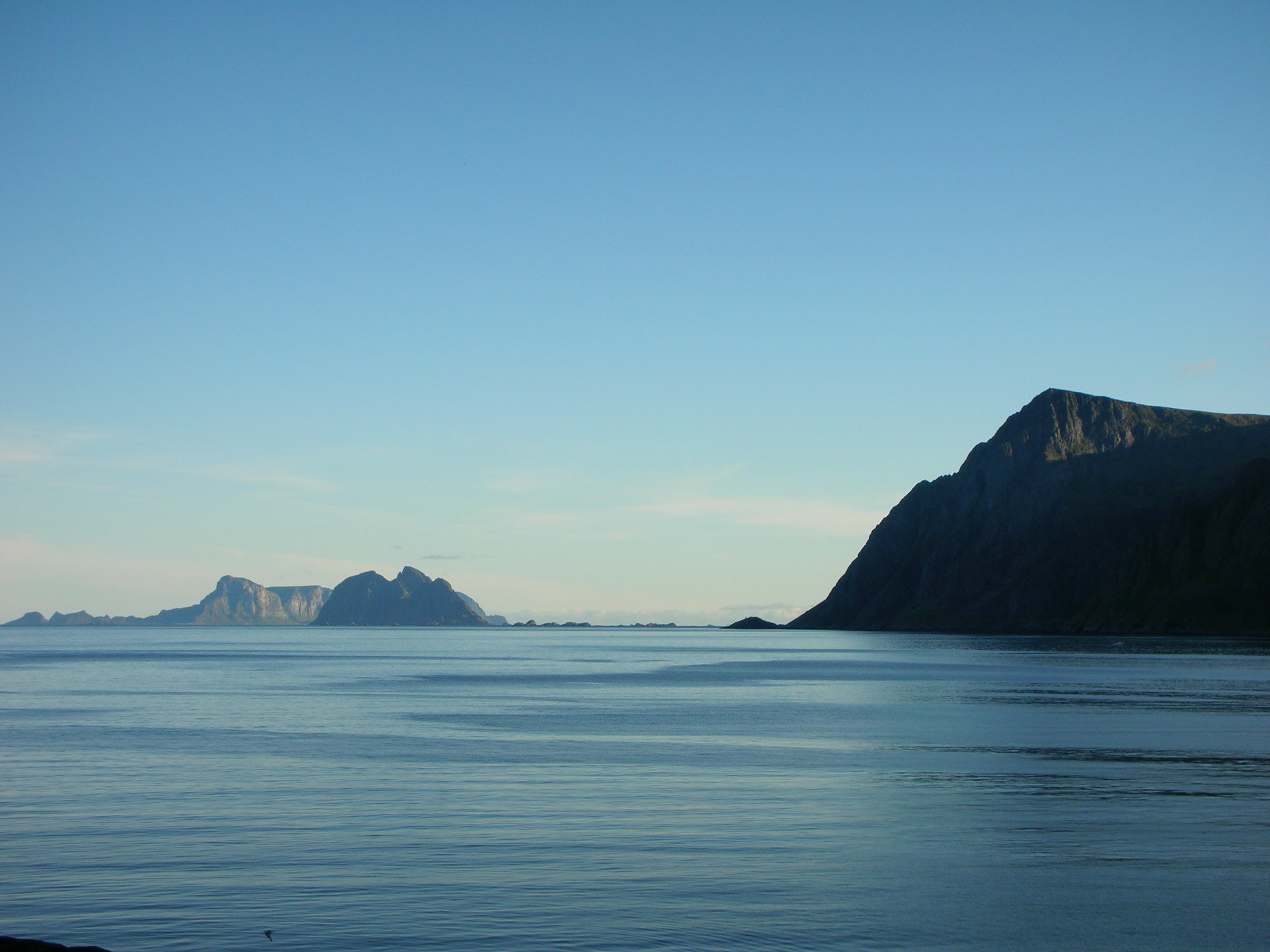
モスケン島周辺の眺望。渦潮が発生している。

- ノルウェー語名：malstrøm （発音の仮名転写例［以下同様］：メルストロム）
- デンマーク語名：malstrøm （マールストロム、メルストロム）
- スウェーデン語名：malström （メルストロム）
- 英語名：maelstrom （発音/meɪlstrəm/［仮名転写例：メイルストラム、メイルストレム］）[1]
- 日本語慣習名：メイルストロム、メイルストローム、メールストロム、メールストローム、メイルシュトローム、メールシュトローム、ミールストーム、等々
- ノルウェー語名：Moskenstraumen （発音の仮名転写例［以下同様］：モスケンスラウメン）、Moskenesstraumen （モスケネススラウメン）、Moskstraumen （モスクスラウメン）
- 英語名：Moskstraumen
- 日本語訳名および慣習名：モスケンの渦潮（モスケンのうずしお）、モスケンの大渦巻（モスケンのおおうずまき）、ほか

## 概要
伝説の怪物クラーケンがこの渦巻を起こすといわれる。
ジュール・ヴェルヌやエドガー・アラン・ポーといった作家により、誇張して描かれ、船や人を呑み込むとされた。ヴェルヌの小説『海底二万里』では、潜水艦ノーチラス号が渦巻の中に消えていく結末が知られる。ポーの小説『メエルシュトレエムに呑まれて』は、その描写が事実に基づくものと誤解され、一部が百科事典に流用された。

## 関連事項
- サルトスラウメン（英語版）  - ボードーにある、世界一強い潮流のある海峡。当地では島に架かる橋の直下でも渦潮を見ることができる。
- モスケネス（英語：Moskenes） - ロフォーテン諸島の一地域。上述のモスケン島とともに "Moskstraumen" と同根。